# Joachim van Amama
Joachim van Amama (1657–1720) – oficer wojsk holenderskich, pułkownik regimentu fryzyjskiego (Fries regiment)  od roku 1698. Komendant miasta Emden od 1688; generał-brygadier piechoty od roku 1702. W roku 1709 uzyskał stopień generała-majora. W roku 1713 został komendantem wojskowym miasta  Hulst.